# ليندا مكارتني
ليندا لويس مكارتني (بالإنجليزية: Linda McCartney)‏ (إيستمان قبل الزواج؛ 24 سبتمبر 1941 – 17 أبريل 1998) كانت مصورة أمريكي، وموسيقية، وناشطة في مجال حقوق الحيوان، بالإضافة إلى أنها متعهدة أعمال. عُرفت بأنها الزوجة الأولى لبول مكارتني، وهو أحد أعضاء فرقة الروك البيتلز، ومصورة للمشاهير والموسيقيين المعاصرين. نُشرت صورها في كتاب ستينيات ليندا مكارتني: بورتريه عصر في عام 1992.
تزوجت ليندا بِبول في مارس عام 1969 في دار بلدية ماريلبون، لندن، وذهبت بعدها إلى كنيسة القديس يوحنا وود للمباركة. تبنى زوجها الجديد بول ابنتها هيذر لويس التي أنجبتها من زواجها السابق بميلفيل سي. أنجب الزوجان مكارتني بعد ذلك ثلاثة أطفال آخرين. شكل بول وليندا فرقة وينغز بعد تفكك فرقة البيتلز بعد عام 1970. استمرت ليندا مع فرقة وينغز ورافقت زوجها في جولة ذا نيو وورلد تور إلى أن تفككت الفرقة في عام 1981.
أصبحت ليندا ناشطة في مجال حقوق الحيوان وألفت عدة كتب عن الحمية النباتية ونشرتها. بالإضافة إلى ذلك، أسست ليندا شركة ليندا مكارتني للأطعمة بمساعدة زوجها. شُخصت إصابتها بسرطان الثدي في عام 1995، وتوفيت بسبب مرضها في عام 1998 عن عمر ناهز 56 عامًا.

## نشأتها
وُلدت ليندا لويس إيستمان في مدينة سكيرديل التي عُرفت بثراء ساكنيها في مقاطعة ويستتشستر، نيويورك. وهي الابنة الثانية من بين أربعة أطفال، لديها أخ كبير، جون، وأختان صغيرتان، لورا ولويس جونيور.
وُلد والدها ليوبولد فيل إبشتاين في عام 1910 لأبوين يهود مهاجرين من روسيا. أصبحت أخته روز إي. فريش عالمة مشهورة، إذ عملت في قضايا خصوبة المرأة والدراسات السكانية.
بعد ذلك، غيّر اسمه إلى لي ايستمان. مارس قانون الإعلام لصالح لموكلين معروفين، من ضمنهم قائد الفرقة تومي دورسي، وكاتبا الاغاني هارولد آرلين وجاك لورنس، بالإضافة إلى الفنانين التشكيلين ويليم دي كوننغ ومارك روثكو. كتب لورنس أغنية «ليندا» عندما كانت ليندا في الرابعة من عمرها، وذلك بطلب من إيستمان. سُجلت الأغنية من قبل بادي كلارك في عام 1947 واحتلت الصدارة بين الأغاني الرائجة في ذلك الوقت. نظرًا إلى شهرتها وتأثر الناس بها، سُميت العديد من الفتيات خلال هذه السنوات في الولايات المتحدة باسم ليندا تيمنًا بها، لهذا أعيد تسجيل الأغنية مرة أخرى بصوت الثنائي جان ودين.
كانت والدة مكارتني، لويس سارة إيستمان (ليندنر قبل الزواج)، من أسرة يهودية ألمانية. كان والدها ماكس جي. ليندنر مؤسس شركة ليندنر لمتاجر الملابس في كليفلاند بولاية أوهايو.
تخرجت إيستمان في ثانوية سكيرديل في عام 1959. التحقت بعد ذلك بكلية فيرمونت، حيث حصلت على شهادة الآداب في عام 1961.
أصبح أخوها جون، الذي درس الحقوق كما فعل والده، محامي زوجها بول مكارتني ومدير أعماله.
فضلت ليندا الطبيعة والحيوانات. بعد تخرجها في كلية فيرمونت، ارتادت جامعة أريزونا ودخلت قسم الفنون الجميلة.
خلال فترة دراسة ليندا في جامعة أريزونا، توفيت والدتها إثر تحطم طائرة الخطوط الجوية الأمريكية في رحلتها الأولى إلى خليج جمايكا، كوينز، نيويورك. لذلك كبرت ليندا وفي داخلها هاجس الخوف من الرحلات الجوية. اتخذت تصوير الطبيعة هوايةً في ولاية أريزونا.

## مسيرتها المهنية

### التصوير الفوتوغرافي
بعد وفاة والدتها في عام 1962، تزوجت ليندا مارفل سي. رُزقا بطفلة، هيذر، في ديسمبر من عام 1962. ورثت ليندا عن والدتها المال لتعيش من خلاله، بالإضافة إلى بعض اللوحات القيمة. انفصل الزوجان بعد زواج دام ثلاث سنوات في عام 1965، وعادت إلى استخدام اسم عائلتها.

أصبحت إيستمان موظفة استقبال ومساعدة في التحرير لمجلة تاون آند كنتري. خلال هذا الوقت، في عام 1965، ارتبطت بعلاقة عاطفية مع المصور الاحترافي ديفيد دالتون. تعلمت طريقته في إعداد اللقطات ودمج الاضواء في أثناء التقاطه الصور. حين بدأت عملها بالتقاط الصور، لفرق الموسيقى مثلًا، قيل عنها إنها «مدهشة» لتمكنها من تهدئة أعضاء الفرق الموسيقيين غير المتعاونين والعنيدين وضبطهم. تمكنت من جعل زبائنها يفعلون كما تريد تمامًا ودون أي جدال. شبّه دالتون جلسات تصوير فرق الموسيقى «بألم مميت في الرقبة. ولكن مع ليندا الجميلة، تغير كل شيء... أصبحت أنظارهم الآن مُسلطة عليها».
بالإضافة إلى ذلك، أعجب دالتون بذكاء ابنة ليندا: «قد ننتشي أنا وليندا وتبدأ هيذر بقول أكثر الكلمات دهشة، كما لو أنها أندريه برتون في سن السادسة!». أضاف إلى ذلك أنه وجد علاقة ليندا بهيذر «جزءًا ساحرًا من حياتها مع ابنتها الرائعة».

تلقت المجلة دعوة في إحدى المناسبات لتصوير فرقة ذا رولينج ستونز خلال حفل ترويجي أقيم على يخت، وحينها تبرعت إيستمان فورًا لتمثل المجلة بصفتها مصورة. كان التقاط الصور في هذه المناسبة نقطة تحول في حياتها:
كنت المصورة الوحيدة التي سُمح لها بالتصوير على اليخت. لقد تابعت عملي في التقاط الصور وحسب وقد استمتعوا بذلك وانا استمتعت بعملي أيضًا، وفجأة اكتشفت أن التقاط الصور طريق رائع للعيش وأسلوب رائع للعمل.
على أي حال، لم يكن والدها معجبًا بهدفها نظرًا إلى أنها أصبحت مصورة تعمل بمفردها. أراد أن تتلقى تدريبات أساسية من قبل مصورين محترفين. قالت ليندا: «حسنًا، ليس لدي الصبر الكافي لتحمل هذا، عليّ أن أثق بحدسي». لكنها درست تصوير الخيول في كلية أريزونا تحت إشراف هيزل لارسن آرتشر وأصبحت هاوية تصوير الطبيعة، باستخدامها كاميرا لايكا شديدة الدقة. بعد بضعة أشهر من جلسة تصوير فرقة ذا رولينج ستونز، سُمح لها بالحضور خلف الكواليس في مدرج شيا حيث أدت فرقة البيتلز.
اكتسبت إيستمان الخبرة في مجال تصوير المشاهير، وأصبحت مصورة غير رسمية في قاعة حفلات فيلمور إيست الخاصة بِبيل غراهام. كان من بين الفنانين الذين صورتهم تود روندغرن، وأريثا فرانكلين، وغريس سليك، وجيمي هندركس، وبوب ديلن، جانس جوبلن، وإريك كلابتن، وسايمون وغارفنكل، وجون لينون، ونايل يونغ، بالإضافة إلى فرق الروك مثل فرقة ذا هو، وذا دورز، وذي أنيملز. استُخدمت صورة يونغ، التي التُقطت في عام 1967، غلافًا لألبومه شوغر ماونتن – لايف إن كانتربري هاوس 1968 في عام 2008.
التقطت صورًا لكلابتون لصالح مجلة رولينغ ستون وأصبحت أول امرأة تتميز بنيل فرصة وضع لقطاتها على مقدمة الغلاف (11 مايو 1968). بعد زواجها بِبول مكارتني، برزا على غلاف مجلة رولينغ ستون في 31 يناير عام 1974، ما جعلها الشخص الوحيد الذي يتلقط صورة لمجلة وتكون صورته على الغلاف. عُرضت لقطاتها لاحقًا في أكثر من 50 معرض دولي، كما في معرض فكتوريا وآلبرت في لندن. نُشرت مجموعة من الصور منذ ذلك الوقت، ستينيات ليندا مكارتني: بورتريه عصر، في عام 1988. التقطت أيضًا صورة الغلاف لأغنية بول مكارتني ومايكل جاكسون المنفردة «ذا غيرل إز ماين».

### الموسيقى

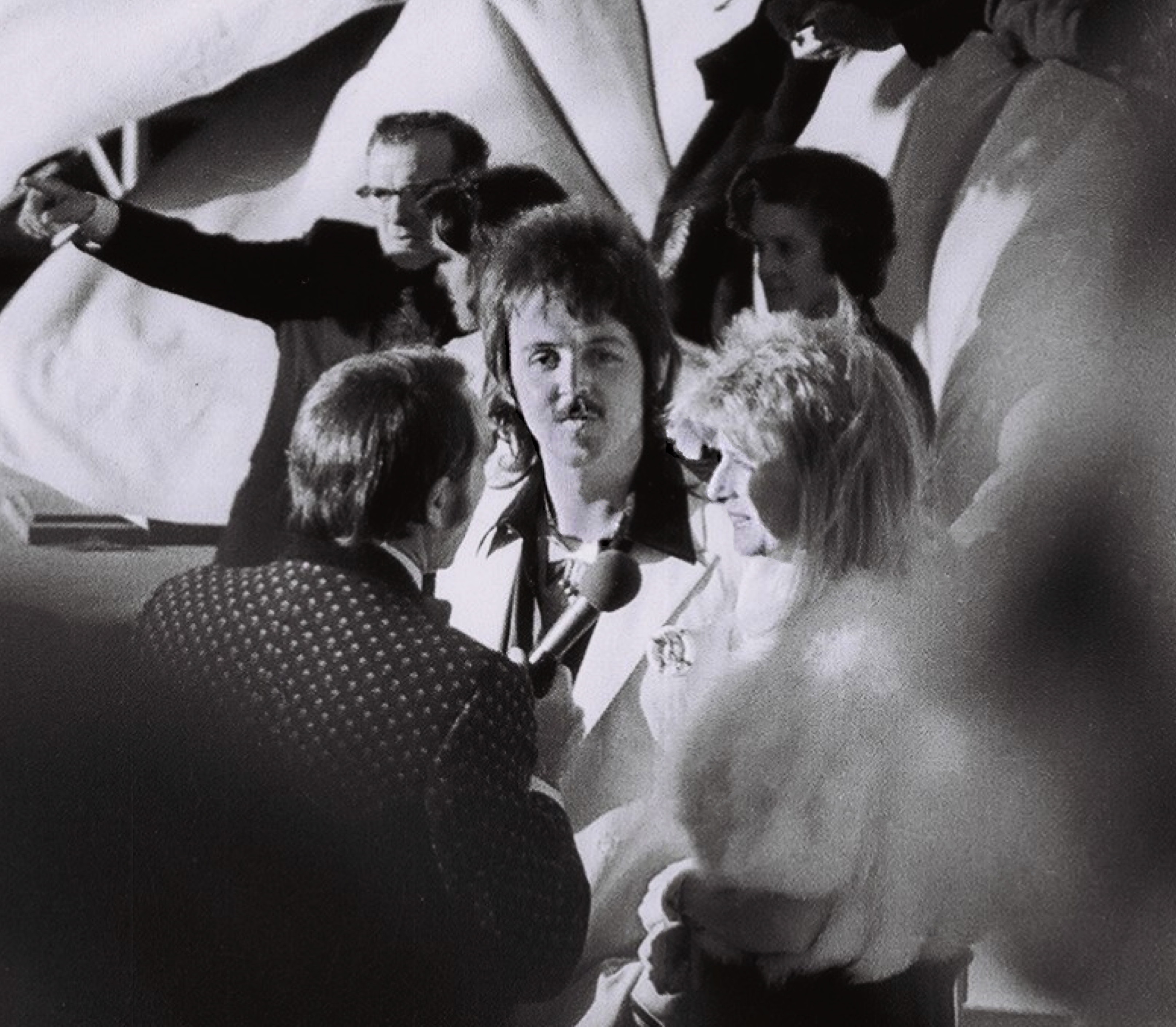
ليندا مكارتني وزوجها بول في حفل جوائز الأوسكار في عام 1974عام من الصور منذ ذلك الوقت.

بعد انفصال فرقة البيتلز في عام 1970، علّم بول ليندا العزف على الأورغ وسجل معها ألبوم رام كثنائي، ثم أسس الثنائي فرقة وينغز. حصلا على العديد من جوائز غرامي، وأصبحا من أنجح الفرق البريطانية في سبعينيات القرن العشرين، لكن كان عليهما تحمل السخرية من غناء ليندا. قالت لاحقًا أن انتقاد غنائها في بداية غنائها مع فرقة وينغز كونه خارجًا عن النغمة الصحيحة كان انتقادًا صائبًا.
في عام 1977، أصدرت فرقة مبهمة تُدعى سوزي آند ذا ريد سترايبز أغنية منفردة مستوحاة من موسيقى الريغي بعنوان «سيسايد وومن» عبر إبك ركوردز في الولايات المتحدة. كانت هذه الفرقة من ضمن فرقة وينغز، إذ كانت ليندا (التي كتبت الأغنية) صوتًا غنائيًا أساسيًا. كُتبت هذه الأغنية، التي سجلتها فرقة وينغز في عام 1972، استجابة لادعاء من ناشر بول أن اعتماد ليندا في الكتابة كان قرارًا غير صائب لأنها لم تكن كاتبة أغانٍ حقيقية ومتخصصة. في عام 1971، رفعت شركتا نورذرن سونغز وماكلن ميوزيك دعوى قضائية ضد بول مكارتني مفادها أنه خرق اتفاقية الحقوق بتعاونه مع ليندا بإصدارهم أغنية «أنذر داي»، التي أحدثت تغيرًا كبيرًا بنقل 50% من حقوق النشر إلى شركة مكارتني ميوزيك. وفقًا لمتحدث إيه تي في فُضت الدعوى القضائية بين الطرفين بشكل ودي في يونيو عام 1972.

## حياتها الشخصية

### الزيجات

#### ميلفيل سي جونيور (1965 - 1962)
كان أول زواج لإيستمان بميلفيل سي جونيور، الذي التقته في الكلية. تخرج بشهادة دراسة علوم طبقات الأرض في برينستون، ثم أكمل دراساته في جامعة أريزونا في توكسون ليحصل على شهادة الماجستير. تبعته إيستمان إلى هناك، حيث التحقت هي الأخرى بالجامعة لتدرس تاريخ الفن. كانت تدرس هناك في الوقت الذي توفيت فيه والدتها بحادث تحطم الطائرة في عام 1962.
تزوجت سي جونيور في يونيو عام 1962؛ وُلدت ابنتهما هيذر بعد ستة أشهر في 31 ديسمبر عام 1962. كانت لكل منهما حياة مختلفة عن الآخر ما أدى إلى عدم سعادتهما معًا. تطلقا بعد ثلاث سنوات في يونيو عام 1965. كان ميلفيل أكاديميًا، يقضي الكثير من الوقت في الدراسة وإجراء الأبحاث العلمية، بينما فضلت هي حياة المنزل وأن تصبح أكثر عقلانية. أحبت المساحات المفتوحة في ولاية أريزونا، وتمتعت بركوب الخيول في الصحراء الواسعة. ذكرتها البيئات الغنية بصبار السجوار بمشاهد من الأفلام الغربية، إذ استلهمت منها ليصبح التصوير هواية لها.

#### بول مكارتني (1969 - 1998)
في 15 مايو عام 1967، التقت إيستمان بول خلال عملها في التقاط الصور في لندن في نادي ذا باغ أونيلز، حيث كان جورج الشهير يغني. التقيا مجددًا بعد أربعة أيام في حفلة غداء ألبوم فرقة نادي القلوب الوحيدة للرقيب بيبر في منزل براين إبشتاين. عندما انتهت من عملها، عادت إلى مدينة نيويورك. التقيا مجددًا في مايو في ولاية نيويورك، حيث كان هو وجون لينون هناك لافتتاح شركة تسجيلات أبل. بعد عدة شهور من عودته إلى لندن دعاها لقضاء بعض الوقت معه. عند وصولها، ذهبا إلى منزله، حيث أمضيا الأمسية. قالت إحدى المعجبات التي كانت تنتظر خارج منزله: «لا بد أنه كان في غاية السعادة». وأضافت: «جلس على حافة النافذة ممسكًا بغيتاره وغنى لنا «بلاكبيرد» من غرفته في الطابق العلوي».

كان بول معجبًا بها لعدة أسباب، وهو ما أوضحه لاحقًا: «تعجبني كامرأة، كانت جميلة المظهر وفي الوقت نفسه ذات شخصية قوية، لهذا كنت منجذبًا إليها جسديًا». كان بول معجبًا أيضًا باستقلاليتها:
«كانت تصرفاتها العقلانية غامضة جدًا... وبنفس الوقت كانت من النوع الذي يمكنه الجلوس مع الخادمات السود» لتعلم الطبخ. لم تكن تحب تكوين علاقات اجتماعية. قال إنهما كلاهما أحبا الطبيعة، فقد تشاركا حب الطبيعة، وأصبحت من أهم الأشياء التي تربطهما عاطفيًا. بسبب امتلاكها «روحًا حرة»، علم أنها تُعتبر متمردة كالغنم الأسود في عائلتها لتفادي التميز في التعليم، عكس والدها وأخيها. قال بول: «كانت فنانة، ولم تكن مناسبة لتصبح أكاديمية».

## روابط خارجية
- ليندا مكارتني على موقع IMDb (الإنجليزية)
- ليندا مكارتني على موقع الموسوعة البريطانية (الإنجليزية)
- ليندا مكارتني على موقع ميوزك برينز (الإنجليزية)
- ليندا مكارتني على موقع تيرنر كلاسيك موفيز (الإنجليزية)
- ليندا مكارتني على موقع إن إن دي بي (الإنجليزية)
- ليندا مكارتني على موقع أول ميوزيك (الإنجليزية)
- ليندا مكارتني على موقع ديسكوغز (الإنجليزية)
- ليندا مكارتني على موقع قاعدة بيانات الفيلم (الإنجليزية)